# Saison 2008-2009 du LOSC Lille Métropole
Maillots
Chronologie
Saison précédente Saison suivante
La saison 2008-2009 du LOSC Lille Métropole voit le club évoluer en championnat de France de football.
Le club ouvre une nouvelle page de son histoire avec un nouvel entraineur en la personne de Rudi Garcia, remplaçant Claude Puel parti chez les champions de France en titre, l'Olympique lyonnais. Le LOSC change également d'équipementier avec la venue de Canterbury. Le LOSC se sépare de nombreux cadres comme Jean II Makoun à Lyon, Tony Sylva en Turquie, Stefan Lichtsteiner en Italie et Kevin Mirallas à Saint-Étienne. 
Malgré tous ses changements dans les joueurs et dans le staff, le LOSC réalise une bonne saison avec un 1/4 de finale en Coupe de France et une 5e place en championnat, qualificative pour la Ligue Europa 2009-2010.

## Transferts

### Période estivale

#### Départs
| Joueur              | Nationalité | Poste           | Club               | Pays     | Division           | Situation      |
| Patrick Kluivert    | Pays-Bas    | Attaquant       |                    |          |                    | Fin de Contrat |
| Jean II Makoun      | Cameroun    | Milieu          | Olympique lyonnais | France   | Ligue 1            | Transfert      |
| Rafael Schmitz      | Brésil      | Défenseur       | Valenciennes FC    | France   | Ligue 1            | Transfert      |
| Tony Sylva          | Sénégal     | Gardien de but  | Trabzonspor        | Turquie  | Turkcell Süper Lig | Transfert      |
| Stefan Lichtsteiner | Suisse      | Défenseur       | Lazio Rome         | Italie   | Calcio             | Transfert      |
| Claude Puel         | France      | Entraineur      | Olympique lyonnais | France   | Ligue 1            | Transfert      |
| Kevin Mirallas      | Belgique    | Attaquant       | AS Saint-Etienne   | France   | Ligue 1            | Transfert      |
| Larsen Touré        | France      | Attaquant       | Grenoble Foot      | France   | Ligue 1            | Prêt           |
| Luis Yanes          | Colombie    | Milieu offensif | Junior             | Colombie | Copa Mustang       | Prêt           |
| Souleymane Youla    | Guinée      | Attaquant       | Eskişehirspor      | Turquie  | Turkcell Süper Lig | Prêt           |
| Cris Makiese        | France      | Attaquant       | Charleroi SC       | Belgique | Jupiler League     | Prêt           |

#### Arrivées
| Joueur          | Nationalité | Poste          | Club          | Pays       | Division         | Situation                |
| Rudi Garcia     | France      | Entraineur     | Le Mans UC    | France     | Ligue 1          | Transfert                |
| Florent Balmont | France      | Milieu         | OGC Nice      | France     | Ligue 1          | Transfert                |
| Cédric Baseya   | Sénégal     | Attaquant      | Southampton   | Angleterre | Premier League   | Transfert                |
| Rio Mavuba      | France      | Milieu         | Villarreal CF | Espagne    | Primera Divicion | Transfert définitif      |
| Emil Lyng       | Danemark    | Attaquant      | AGF Aarhus    | Danemark   | SAS Liagaen      | Transfert                |
| Tulio De Melo   | Brésil      | Attaquant      | Palerme       | Italie     | Calcio           | Transfert                |
| Róbert Vittek   | Slovaquie   | Attaquant      | FC Nuremberg  | Allemagne  | Bundesliga       | Transfert                |
| Ludovic Butelle | France      | Gardien de but | Valence CF    | Espagne    | Liga             | Prêt avec option d'achat |

### Période hivernale

#### Départs
| Joueur          | Nationalité | Poste     | Club             | Pays     | Division       | Situation |
| Peter Franquart | France      | Défenseur | Le Havre AC      | France   | Ligue 1        | Prêt      |
| Jeremy Taravel  | France      | Défenseur | SV Zulte-Waregem | Belgique | Jupiler League | Prêt      |

## Effectif 2008-2009

### Dirigeants
- Président :  Michel Seydoux
- Directeur général :  Xavier Thuilot

### Staff technique
- Entraîneur :  Rudi Garcia
- Entraîneur adjoint :  Frédéric Bompard
- Entraîneur adjoint :  Pascal Plancque
- Entraîneur des gardiens :  Jean-Pierre Mottet
- Préparateur physique :  Vincent Espie

## Matchs

### Matchs amicaux
Source : LOSC.fr + Voixdessports.com

### Ligue 1
Source : LFP.fr

#### Buteurs
Michel Bastos a fini 4° meilleur buteur de la Ligue 1 saison 2008-2009.
| Buts | Joueur                                                                                         |
| ---- | ---------------------------------------------------------------------------------------------- |
| 14   | Michel Bastos                                                                                  |
| 9    | Ludovic Obraniak                                                                               |
| 5    | Yohan Cabaye Róbert Vittek                                                                     |
| 4    | Eden Hazard Adil Rami                                                                          |
| 2    | Tulio De Melo Nicolas Fauvergue                                                                |
| 1    | Pierre-Alain Frau Stéphane Dumont Nicolas Plestan                                              |
| csc  | Jacques Abardonado (Valenciennes FC) Petter Hansson (Stade rennais) Teddy Richert (FC Sochaux) |

#### Passeurs
Michel Bastos a fini meilleur passeur de la Ligue 1 Saison 2008-2009.
| Passes | Joueur                                   |
| ------ | ---------------------------------------- |
| 9      | Michel Bastos                            |
| 5      | Róbert Vittek                            |
| 3      | Yohan Cabaye                             |
| 2      | Ludovic Obraniak                         |
| 1      | Florent Balmont Franck Béria Eden Hazard |

#### Carton Jaune
| Carton | Joueur                                                                           |
| ------ | -------------------------------------------------------------------------------- |
| 10     | Yohan Cabaye                                                                     |
| 9      | Florent Balmont                                                                  |
| 8      | Adil Rami                                                                        |
| 6      | Franck Béria                                                                     |
| 5      | Mathieu Debuchy                                                                  |
| 4      | Michel Bastos Grégory Tafforeau                                                  |
| 3      | Da Conceição Emerson Grégory Malicki Rio Mavuba Ludovic Obraniak Nicolas Plestan |
| 2      | Aurélien Chedjou Nicolas Fauvergue                                               |
| 1      | Eden Hazard Larsen Touré                                                         |

#### Carton Rouge
Le LOSC n'a reçu qu'un seul carton rouge, lors de la 1° journée.
| Carton | Joueur    |
| ------ | --------- |
| 1      | Adil Rami |

### Coupe de la Ligue
Source : LFP.fr

### Coupe de France
Source : LOSC.fr